# Calendário juliano

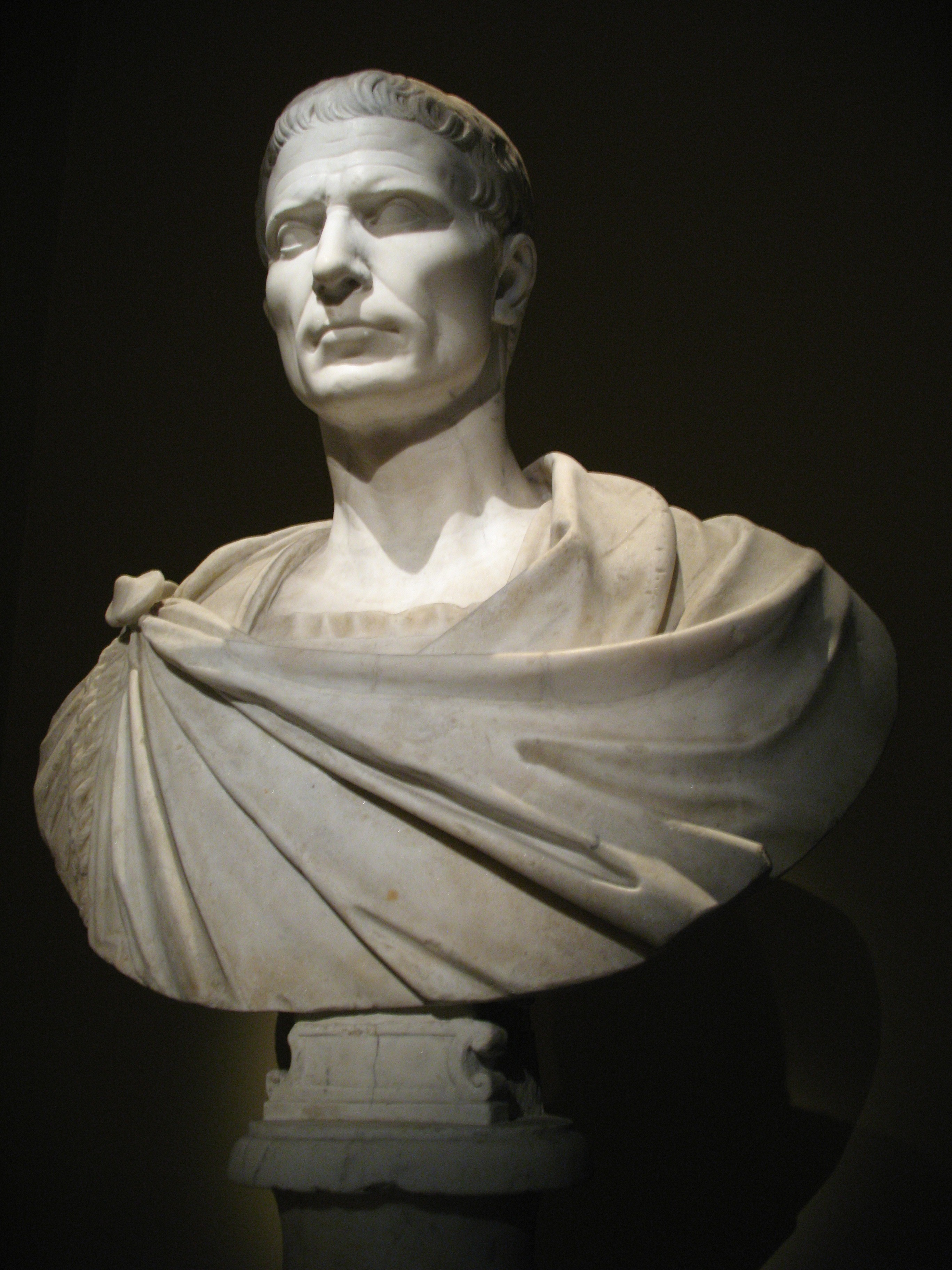
Júlio César, cônsul romano e reformador do calendário.

O calendário juliano foi organizado pelo sábio Sosígenes de Alexandria, no ano 46 a.C. O nome é uma homenagem a Júlio César, na altura pontífice máximo da República Romana, a quem competia a tarefa de decidir quando se introduziam os meses intercalares no calendário romano tradicional, um calendário lunissolar. A reforma do calendário juliano entrou em vigor no dia 1 de janeiro do ano 45 a.C., tornando o calendário romano num calendário solar, alinhado pelas estações do ano, à semelhança do calendário egípcio já então em vigor. As principais características desta foram:
- Fixar o calendário anual em 365 dias que se designa ano comum, herança dos astrônomos sacerdotes egípcios, que estabeleceram um ano de 365 dias, por volta do ano 2 800 a.C.;
- Fixar o calendário anual em 12 meses, abandonando completamente o sistema de meses intercalares, e distribuindo os dias de diferença entre o valor médio do calendário tradicional e o novo pelos vários meses do ano, acrescentando-os em 1 ou 2 dias;
- Acrescentar 1 dia  de 4 em 4 anos (4 x 6 horas = 24 horas, 1 dia), resultante da diferença de aproximadamente 6 horas entre os 365 dias do novo calendário e o valor médio do ano trópico de 365 dias e 6 horas, ou 365 dias e 1/4 ou 365,25 dias. O dia a intercalar ocorria no 6º (sexto) dia (VI) antes das calendas de março ou 24 de fevereiro no nosso calendário. O dia repetido dizia-se o dia bissexto antes das calendas de março, o que passou a identificar quer o dia  assim acrescentado (dia bissexto) quer o ano em que se fazia essa intercalação (ano bissexto). Quando se abandonou a forma de contagem regressiva típica do calendário romano e se passou a usar a contagem contínua dos dias do mês, do primeiro ao último dia, o dia a acrescentar passou a ser intercalado depois do último dia do mês de fevereiro, antes do mês de março, como ainda hoje usamos;
- O primeiro dia do ano passa a ser o dia das calendas de janeiro ou 1 de janeiro no nosso calendário, 8 dias depois do solstício de inverno, calculado para coincidir com o 8º dia (VIII) antes das calendas de janeiro ou 25 de dezembro no nosso calendário, tal como as outras estações deveriam igualmente ocorrer por volta do oitavo dia antes dos meses de abril, julho e outubro.

O calendário juliano, com as modificações feitas por Augusto, continua sendo utilizado pelos cristãos ortodoxos em vários países. Nele, os anos bissextos ocorrem sempre de quatro em quatro anos, enquanto no calendário gregoriano não são bissextos os anos seculares exceto os múltiplos de 400, o que hoje acumula uma diferença para o calendário gregoriano de 13 dias. Assim,  o dia 20 de março de 2025 no calendário gregoriano, é dia 7 de março de 2025 no calendário juliano.

## Calendário Romano
Diz-se, tradicionalmente, que o calendário romano foi estabelecido por Rómulo à época da criação de Roma,[carece de fontes?] em 753 a.C. tinha 10 meses e totalizavam 304 dias. Foi modificado por Numa Pompílio[carece de fontes?] que o transformou para lunissolar, com doze meses totalizando 355 dias que para manter o calendário alinhado com o ano solar se adicionava um mês extra, mensis intercalaris, de dois em dois anos, fazendo dos anos uma sequência irregular de 355, 377, 355, 378 dias e que ainda dependia de ajustes. A decisão de inserir o mês extra era de responsabilidade do pontífice máximo (pontifex maximus), que buscava manter o calendário em sincronia com os eventos sazonais de translação da Terra, o que nem sempre era preciso.

## Calendário juliano
Em 46 a.C., Júlio César, percebendo que as festas romanas marcadas para março (que era então o primeiro mês do ano), estavam a ocorrer em pleno inverno, também pela falta da introdução de meses intercalares nos últimos 10 anos, preparou uma profunda reforma do calendário, seguindo de forma prática o modelo do calendário egípcio com o conselho do astrônomo alexandrino Sosígenes.
As modificações realizadas a partir desses estudos modificaram radicalmente o calendário romano: dois meses, Unodecembris e Duocembris foram adicionados ao final do ano de 46 a.C., deslocando assim Januarius e Februarius para o início do ano de 45 a.C.. Os dias dos meses foram fixados numa sequência de 31, 30, 31, 30... de Januarius a Decembris, à exceção de Februarius, que ficou com 29 dias e que, a cada três anos, teria 30 dias.
Com estas mudanças, o calendário anual passou a ter doze meses que somavam 365 dias. O mês de Martius, que era o primeiro mês do ano, continuou sendo a marcação do equinócio. Foi abandonado o formato lunissolar do calendário romano se fixando para um calendário predominantemente solar, se substituiu o mês intercalar Mercedonius de 22 e 23 dias por apenas um dia chamado de dia extra que deveria ser incluso no 24º dia de Februarius, "ante die sextum kalenda martias", que, em função da forma de contagem dos romanos acabou criando o conceito de ano bissexto, de 366 dias que deveria ocorrer de quatro em quatro anos.
Os anos bissextos definidos no calendário juliano para ocorrer de 4 em 4 anos resultavam num valor médio do ano de 365,25 dias que se aproximava muito bem do valor do ano trópico atualmente equivalente a 365,2422 dias.

### Ano da confusão
O ano 46 a.C., no qual foi preparada a reforma, teve de ser acrescentado e acabou por chegar aos 443 dias, de modo a que o novo calendário se iniciasse nas calendas de janeiro ou 1 de janeiro, dia em que provavelmente também ocorreu uma Lua nova e o início de um novo mês lunar.
Esse ano foi recordado como o último ano da confusão segundo as palavras do historiador Macróbio, tendo em conta a confusão que antes já ocorria com a decisão (nem sempre cumprida) de introduzir meses intercalares no anterior calendário lunissolar, daí resultando uma sequência irregular de 355, 377, 355 ou 378 dias.

## Nome dos meses
Durante o Império Romano, tornou-se comum a substituição do nomes dos meses por nomes dos imperadores da época, sendo que alguns deles foram radicais nesta prática: o exemplo de Cómodo, que mudou o nome de todos eles, a começar por Januarius que se chamou Amazonius, e Augustus por Commodus.
No entanto, as alterações posteriores ao imperador Augusto acabaram por ser abandonadas.

### Homenagem a Júlio César
Em 44 a.C., poucos meses depois da morte de Júlio César, o senado romano mudou o nome do mês Quintilis para Julius (mês de 31 dias), em sua homenagem, por ser o mês em que tinha nascido.

### Como ficaram os meses a partir do ano 45 a.C.
| No. | Mês        | Dias     |
| --- | ---------- | -------- |
| 1   | Januarius  | 31       |
| 2   | Februarius | 29 ou 30 |
| 3   | Martius    | 31       |
| 4   | Aprilis    | 30       |
| 5   | Maius      | 31       |
| 6   | Junius     | 30       |
| 7   | Julius     | 31       |
| 8   | Sextilis   | 30       |
| 9   | September  | 31       |
| 10  | October    | 30       |
| 11  | November   | 31       |
| 12  | December   | 30       |

### As mudanças de Augusto
Como os anos bissextos, depois da morte de Júlio César não foram contados correctamente de 4 em 4 anos, mas de 3 em 3 anos, o imperador Augusto, também na qualidade de pontífice máximo determinou que a partir do ano 12 a.C. não houvesse anos bissextos até ao ano 8 d.C., para compensar os dias bissextos introduzidos a mais. Após o ano 8 d.C., os meses organizaram-se da seguinte forma:
| No. | Mês        | Dias     |
| --- | ---------- | -------- |
| 1   | Januarius  | 31       |
| 2   | Februarius | 28 ou 29 |
| 3   | Martius    | 31       |
| 4   | Abrilis    | 30       |
| 5   | Maius      | 31       |
| 6   | Junius     | 30       |
| 7   | Julius     | 31       |
| 8   | Augustus   | 31       |
| 9   | September  | 30       |
| 10  | October    | 31       |
| 11  | November   | 30       |
| 12  | December   | 31       |

### Homenagem a Augusto
Também o senado romano, em homenagem ao imperador Augusto, modificou o nome do mês Sextilis (mês de 30 dias) para Augustus. Mas para que o mês não ficasse mais pequeno do que o dedicado a Júlio César, foram feitas alterações no tamanho dos meses, passando um dia de fevereiro para agosto. Assim, o mês de fevereiro passou de 29 para 28 dias, e agosto passou de 30 para 31 dias, mantendo-se nos demais meses até ao fim do ano a alternância entre 30 e 31 dias.

## Medida do ano juliano
O calendário juliano tem por base uma medida do ano solar de 365 dias e 6 horas, um valor muito prático, que determina a introdução do dia bissexto de 4 em 4 anos, resultante da acumulação de 6 horas por ano. Este valor de 365,25 dias ou 365 dias e 1/4 é um valor que está muito próximo do valor do ano trópico, mas é ligeiramente superior e mais próximo do ano sideral. O valor do ano solar foi estudado por numerosos astrónomos da Babilónia, do Egipto e da Grécia que a pouco e pouco foram apresentando valores do ano solar com menos alguns minutos por ano. Por exemplo, Ptolomeu verificou no ano 312 que a duração do ano continha 365 dias e um quarto, menos uma tricentésima parte do dia, isto é, menos 4 minutos e 48 segundos e indicou-o no tratado do Almagesto.

## Calendário cristão
O calendário juliano era o calendário em uso no império romano no tempo da vida de Cristo e assim foi naturalmente usado como base de cálculo da Páscoa pelos cristãos.
No século IV, por ocasião do Primeiro Concílio de Niceia o Equinócio da Primavera ocorria por volta do dia 21 de Março. A partir do século XIII, as observações astronómicas e o cálculo da medida do ano solar mostraram que o Equinócio da Primavera ocorria vários dias antes da data considerada fixa de 21 de Março. A necessidade de uma correcção e a mudança para o calendário gregoriano foi antecedida de debates ao longo de três séculos. O calendário juliano foi oficialmente reformado em 1582, pelo papa Gregório XIII, dando origem ao calendário gregoriano que foi adotado progressivamente por diversos países, e hoje é utilizado pela maioria dos países ocidentais. Para a entrada em vigor do Calendário gregoriano, a seguir ao dia 4 de outubro de 1582, foram suprimidos os 10 dias acumulados no calendário juliano e, para que não voltasse a ocorrer o mesmo erro, mudou-se a regra do ano bissexto. Este calendário gregoriano foi adotado por países onde a Igreja Católica era predominante. Entretanto, a Igreja Ortodoxa não aceitou esta mudança, optando pela permanência no calendário juliano, o que explica hoje a diferença de 13 dias entre estes dois calendários.
A seguinte cronologia permite identificar as datas de adopção do calendário gregoriano em vários países.

## Uso ortodoxo

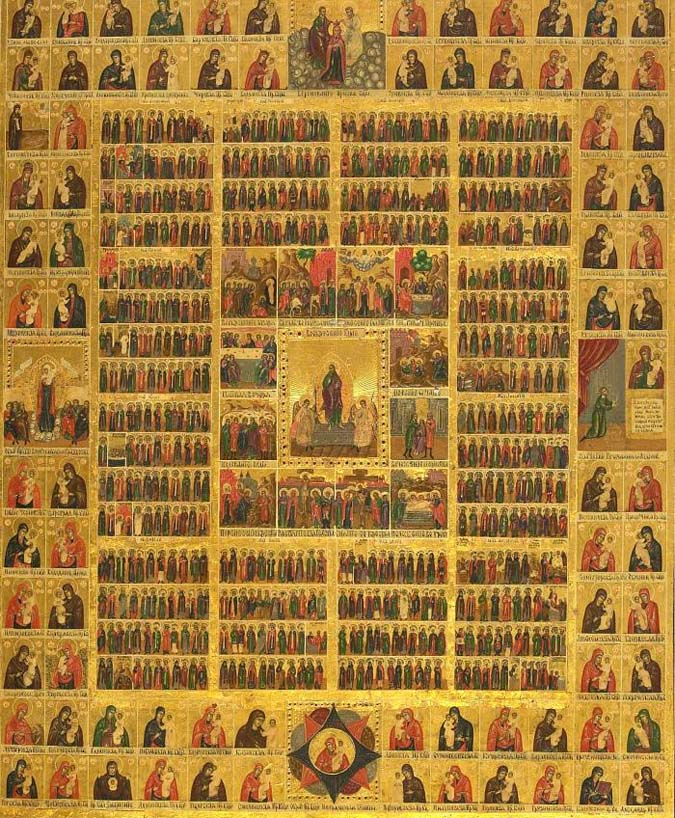
Ícone russo do calendário dos santos

Ainda que à altura de 1924 a maioria dos países ortodoxos já houvessem adotado o calendário gregoriano, não se podia dizer o mesmo de suas igrejas nacionais. O "calendário juliano ortodoxo" foi aprovado por um sínodo em Istambul em maio de 1923, consistindo de uma parte solar, idêntica ao calendário gregoriano até o ano de 2800, e uma parte lunar, que calcula a Páscoa astronomicamente a partir de Jerusalém. As igrejas ortodoxas todas se recusaram a aceitar a parte lunar a princípio, de forma que continuam calculando a Páscoa a partir do calendário juliano (com exceção da Igreja Ortodoxa Finlandesa e da Igreja Ortodoxa Apostólica Estoniana).
A parte solar do calendário juliano revisado apenas foi aceita por algumas igrejas ortodoxas, com esperança de avançar no diálogo com denominações ocidentais: o Patriarcado Ecumênico de Constantinopla (com exceção do Monte Atos), os patriarcados antigos de Alexandria e Antioquia, as igrejas de Grécia, Chipre, Romênia,  parte da Tcheca e Eslovaca,  Polônia (de 1924 a 2014, mas permitindo que paróquias usassem o calendário revisado caso o preferissem), Bulgária (a última, em 1963) e América (ainda que algumas paróquias utilizem o juliano tradicional). A maior identificação destas igrejas está em comemorarem o Natal junto ao Ocidente, em 25 de dezembro, até 2799.
Os patriarcados de Jerusalém, Moscou, Geórgia e Sérvia, assim como a Igreja Ortodoxa Polonesa (desde 2014). Na Grécia, e em menor grau em outras localidades, a disputa do calendário deflagrou cismas que deram origem ao movimento veterocalendarista. Estas igrejas celebram o Natal em 7 de janeiro até 2100.